# موشيه شاحال
موشيه شاحال (بالعبرية: משה שחל‏) (من مواليد 20 مايو 1934) هو سياسي إسرائيلي سابق.

## سيرة شخصية
ولد شاحال في بغداد بالعراق، وهاجر إلى العراق عام 1950. درس الاقتصاد والعلوم السياسية في جامعة حيفا، قبل أن يتخرج بإجازة في الحقوق من جامعة تل أبيب.
بدأ حياته السياسية عندما انتخب عضوا في مجلس العمل في حيفا عام 1964، وهو المنصب الذي احتفظ به حتى عام 1971. وبين الأعوام 1964-1969 كان أيضًا عضوًا في مجلس مدينة حيفا. في انتخابات الكنيست عام 1969، تم وضعه في المرتبة 57 على قائمة المعراخ، لكنه غاب عندما فاز التحالف بـ 56 مقعدًا فقط. ومع ذلك، دخل شاحال الكنيست في 1 سبتمبر 1971 كبديل للمتوفى مردخاي عوفر.
أعيد انتخابه في الأعوام 1974، 1977، 1981، وبين الأعوام 1981 و1984 شغل منصب نائب رئيس الكنيست. وبعد إعادة انتخابه للمرة الرابعة في عام 1984، عين وزيراً للطاقة والبنية التحتية. أعيد تعيينه في المنصب بعد انتخابات 1988، وظل في منصبه حتى انسحاب التحالف من الحكومة الائتلافية في عام 1990.
بعد فوز حزب العمل في انتخابات 1992، عين شاحال في منصبين في مجلس الوزراء هما: وزير الاتصالات ووزير الشرطة. شغل منصب وزير الاتصالات حتى 7 حزيران (يونيو) 1993 عندما تم استبداله بشولاميت ألوني. ومع ذلك، فقد استعاد منصب الطاقة والبناء في نفس الوقت، رغم أنه تخلى عنه في يناير 1995، عندما حل محله غونين سيغيف (إضافة جديدة إلى حكومة إسحق رابين). احتفظ شاحال بوزارة الشرطة بعد اغتيال رابين، حيث تم تغيير اسمها إلى وزارة الأمن العام.
وعلى الرغم من احتفاظه بمقعده في انتخابات عام 1996 وبقاء حزب العمل أكبر حزب، إلا أن حزب الليكود بزعامة بنيامين نتنياهو شكل الحكومة، وفقد شاحال مكانه في مجلس الوزراء. استقال من الكنيست في 20 آذار (مارس) 1998 وحل محله رفيق الحاج يحيى.
أثناء عمله كعضو في الكنيست، كان شاحال مراقبًا دائمًا لمجلس أوروبا (1974-1976) ومندوبًا دائمًا لدى الاتحاد البرلماني الدولي (1976-1984). وخارج الكنيست، شغل أيضًا منصب رئيس مجلس المستهلك الإسرائيلي. وفي انتخابات الكنيست عام 2022، حصل على المركز الأخير الفخري في قائمة حزب العمل.

## روابط خارجية
- موشيه شاحال على الموقع الإلكتروني للكنيست
- Moshe Shahal Israel Ministry of Foreign Affairs